# Linia Bar-Lev

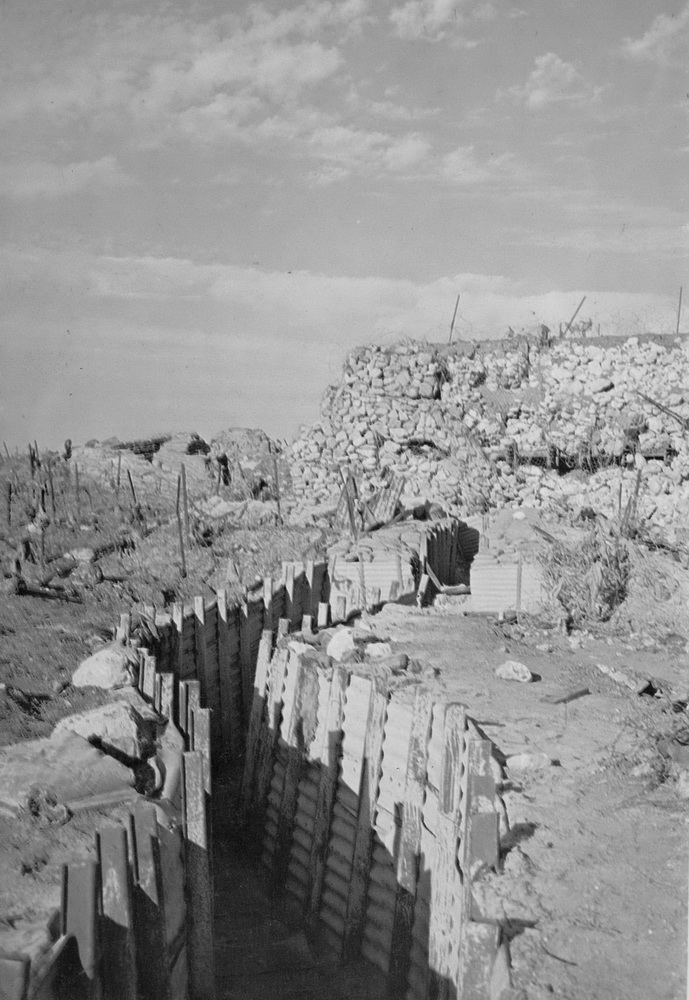
Secțiune din linia Bar-Lev

Linia Bar-Lev a fost un lanț de fortificații construit de Israel de-a lungul malului estic al Canalului Suez, după ce Israelul a capturat Peninsula Sinai din Egipt în timpul Războiului de șase zile din 1967. Linia de apărare fost considerată neimpregnabilă și a fost un simbol al perfecțiunii militare israeliene.  Linia a fost străpunsă în 1973 de către armata egipteană în timpul Operațiunii Badr  din cadrul Războiului de Iom Kipur. 
Linia Bar-Lev a evoluat dintr-un grup de fortificații rudimentare plasate de-a lungul liniei canalului. Ca răspuns la bombardamentele de artilerie egiptene în timpul Războiului de Uzură, Israelul a dezvoltat fortificațiile într-un sistem elaborat de apărare care se întindea pe o distanță de 150 km (93 mile) de-a lungul canalului Suez, cu excepția Lacului Mare Amar (unde o trecere a canalului era puțin probabilă din cauza lățimii lacului). Linia Bar-Lev a fost concepută pentru apărare împotriva oricărui atac major egiptean de dincolo de canal și era de așteptat să funcționeze ca un "cimitir pentru trupele egiptene".
Linia, care costa în jur de 300 de milioane de dolari în 1973, a fost numită după șeful Statului Major al Israelului Haim Bar-Lev. Linia a fost construită la Canalul Suez, o barieră unică pe care Moshe Dayan a descris-o drept "una dintre cele mai bune șanțuri antitanc din lume". Linia a încorporat un perete masiv, continuu de nisip, care acoperea întregul mal estic al canalului, fiind susținută de un zid de beton. Zidul de nisip, care varia în înălțime între 20-25 de metri, era înclinat la un unghi de 45-65 de grade. Zidul de nisip și suportul său de beton puteau să împiedice orice unitate blindată sau amfibie să treacă pe malul estic al Canalului Suez fără pregătiri militare de geniu anterioare. Planificatorii israelieni estimau că va dura cel puțin 24 de ore, probabil o perioadă de 48 de ore pentru ca egiptenii să treacă peste zidul de nisip și să stabilească cap de pod peste canal.

## Opoziție la Linia Bar-Lev

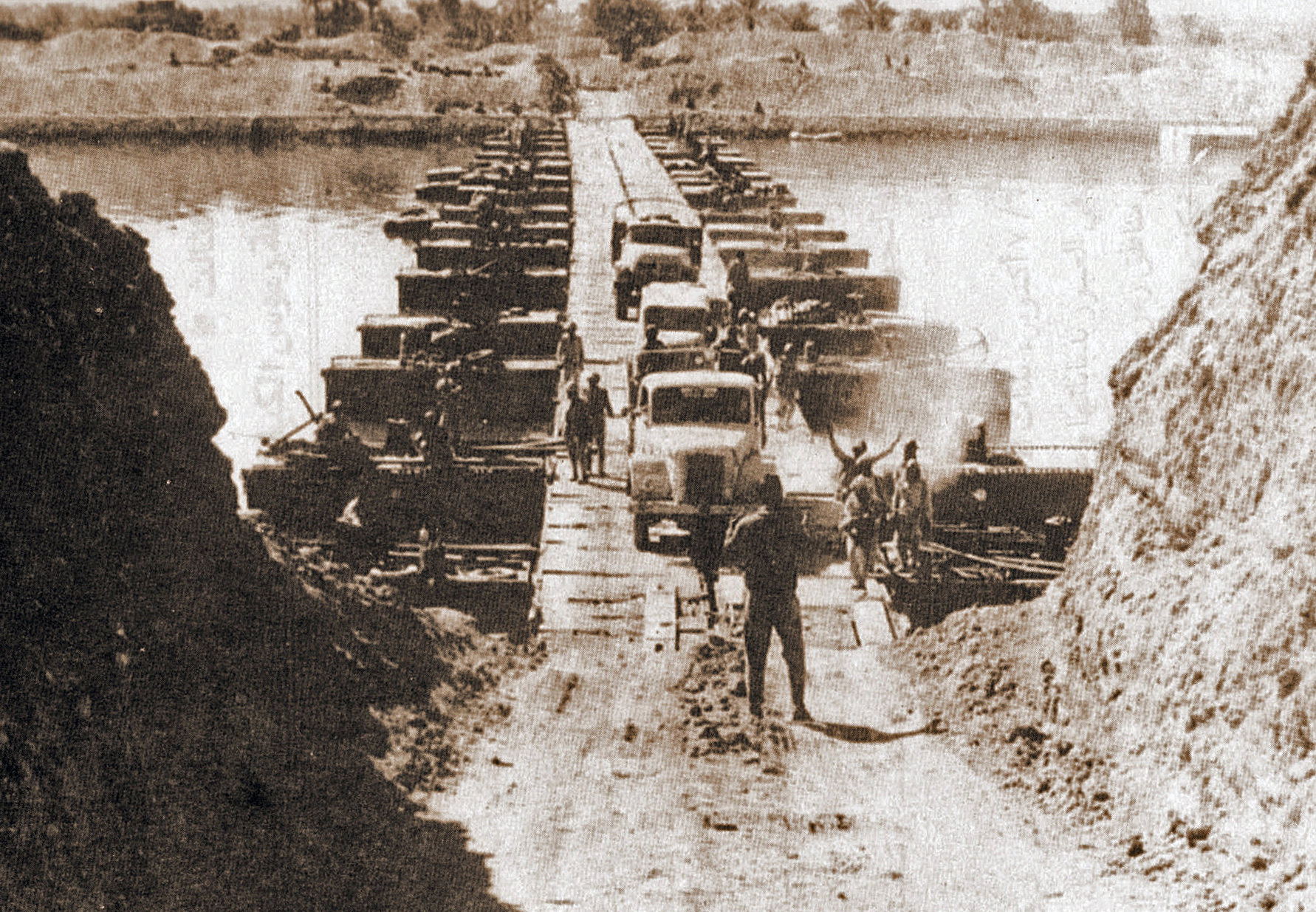
Forțarea Liniei de militari egipteni

Linia era criticată de generalii Ariel Sharon și Israel Tal care se opuneau liniei, argumentând că nu va reuși să-i îndepărteze pe atacatorii egipteni.  Sharon a spus că va ține pe loc formațiuni militare israeliene mari care vor fi ținta rachetelor de atacurilor de artilerie. Cu toate acestea, linia a fost finalizată în primăvara anului 1970.